# Friedrich Kuhlau

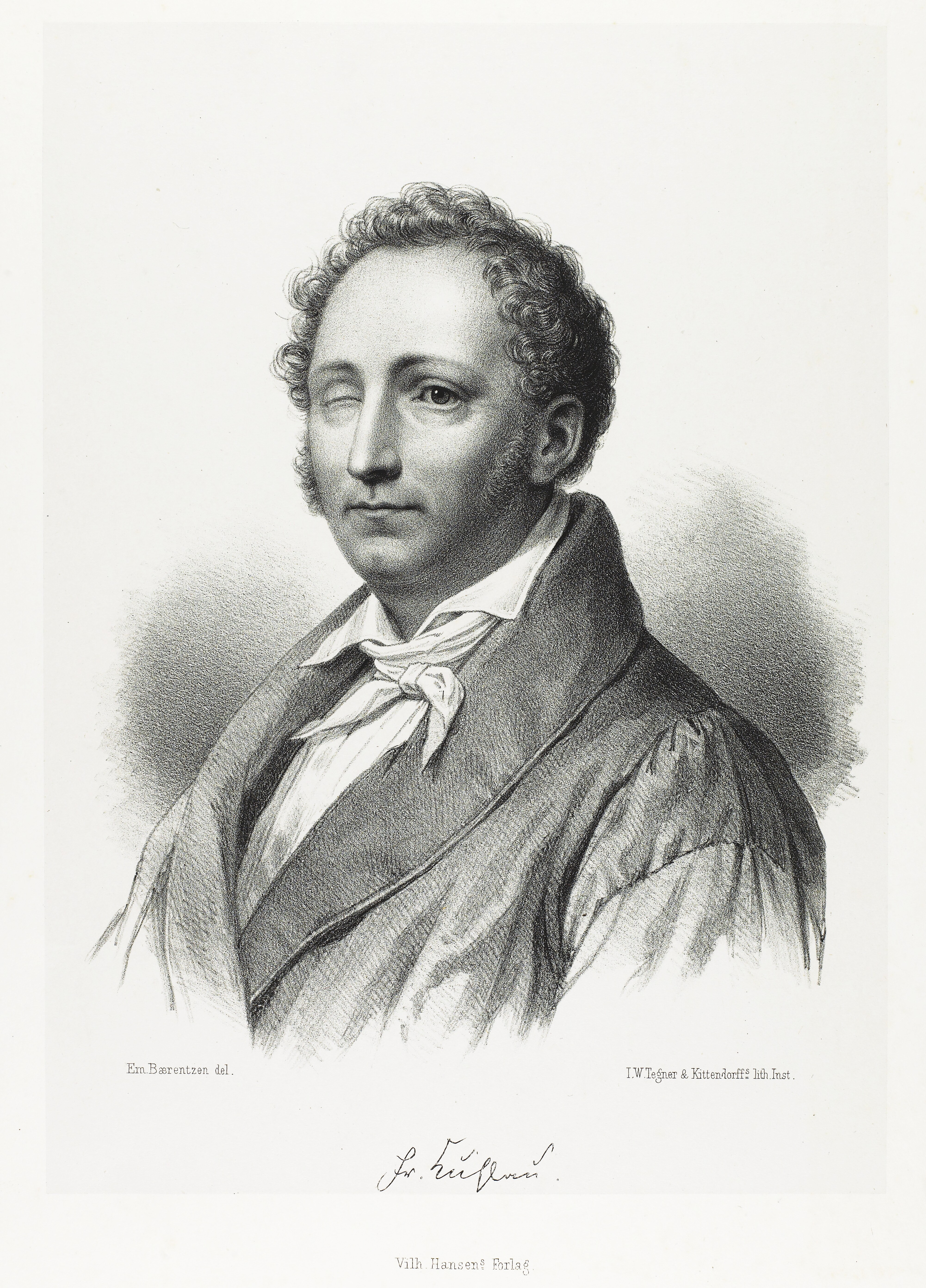
Portrait de Friedrich Kuhlau réalisé par Emil Bærentzen vers 1800. Collection de la bibliothèque royale (Danemark).

Friedrich Kuhlau (11 septembre 1786 à Uelzen près de Hanovre - 12 mars 1832 à Lyngby près de Copenhague) est un compositeur germano-danois.

## Biographie
Encore enfant, Kuhlau perd son œil droit à la suite d'un accident[réf. souhaitée]. Il reçoit son instruction musicale initiale de son père, puis la complète à Hambourg auprès de Schwencke. En 1810, pour fuir la conscription française, il part pour Copenhague et y trouve une place dans une formation de musique de chambre. Il acquiert alors la nationalité danoise. Ses premiers succès en tant que compositeur, notamment son premier concerto pour piano op. 7 (1811) et son premier singspiel Roverborgen (Le château des voleurs, 1814) lui valent une reconnaissance officielle : il reçoit à partir de 1818 un salaire annuel de la cour royale de Danemark pour laquelle il s'engage à composer. À la suite de la composition du drame Elverhøj (La colline des elfes, 1828), il obtient un poste de professeur. Il meurt à Lyngby le 12 mars 1832.
Parmi ses élèves figure notamment le compositeur danois Niels Peter Jensen.

## Œuvres
Outre d'autres opéras, tels que Lulu, Trylleharpe (La harpe enchantée) et Hugo od Adelheid il compose des œuvres vocales et instrumentales ainsi que des pièces pour le piano, dont beaucoup de sonates à destination pédagogique qui sont encore aujourd'hui très utilisées pour l'enseignement[réf. souhaitée].

### Elverhøj
Le drame Elverhøj (en français : La Colline des elfes) a été composé à l'occasion d'un mariage à la cour de Danemark en 1828. Il a été adapté en cinq mois à partir de nombreuses mélodies populaires danoises et suédoises. Le texte a été écrit par Johann Ludvig Heiberg.
La première représentation eut lieu le 6 novembre 1828 au théâtre royal de Copenhague. Cette œuvre jouit toujours d'une grande popularité au Danemark. Son finale cite intégralement l'hymne national danois.
L’ouverture d'Elverhøj a été adaptée pour la musique de film de Olsenbande, Die Olsenbande sieht rot (1976)[réf. souhaitée].